# U-17号潜艇 (1935年)
U-17号（德語：U 17）是纳粹德国战争海军建造的二十艘II-B型近岸潜艇（或称U艇）之一。它由基尔的日耳曼尼亚船厂承建，于1935年11月14日下水，至同年12月3日交付使用。第二次世界大战期间，该艇曾执行过四次巡逻作战，共计击沉3艘同盟国或中立国商船，累积总吨位为1,825吨。1945年2月6日，U-17号在威廉港退役，至同年5月5日自沉，残骸其后被打捞上岸拆解报废。

## 设计
II级潜艇是从一战中德意志帝国海军的UB级和UF级近岸潜艇发展而来。其外观尺寸小，造价便宜且易于生产，在很短时间内便能造好。这款艇具在设计上吸收了为芬兰海军定制的欧洲水鼬号的优点，是非常出色的训练艇。但由于它们体积较小，在海面上容易剧烈颠簸，因此也被德国人戏称为“独木舟”（Einbaum）。尽管如此，一些II级艇在训练任务与战斗行动中表现相当出色，许多II级艇的衍生型号也相继被建造出来。
U-17号是一款用于近岸水域作战的II-B型单壳体潜艇。它可视作II-A型的加长版，附加的柴油舱增加了贮油量，航程也因此得到增加。其全长42.7米，舷宽4.08米，高8.6米，并有3.9米的吃水深度。水上和水下排水量则分别为279吨和328吨，惟官方提供的标准吨位为250吨。艇只采用两台曼海姆发动机厂（MWM）生产的六缸四冲程350匹公制馬力（260千瓦特）柴油机用于水面运行，以及两台各配备36个AFA蓄电池组的180匹公制馬力（130千瓦特）西门子-舒克特（SSW）电动发电机用于水下航行；水面最高航速12節（22每小時），水下7節（13每小時）；能够在水面以8節（15每小時）航速续航3,800海里（7,000），或以4節（7.4每小時）连续在水下航行43海里（80）而无需充电。它有两个轴和两副直径为0.85米的螺旋桨，具备在80－150米的深度运行的能力，紧急下潜需时30秒。
武器装备方面，U-17号在艇艏内置有三具管径为533毫米的鱼雷发射管，呈倒三角形布置，其中左舷一具、右舷一具、底部的中线上还有一具；它们合共配备5枚G7型鱼雷，或可携带最多12枚TMA水雷。此外，该艇还搭载有一门20毫米30式高射炮作为甲板炮。其标准船员编制为3名军官及22名水兵。

## 历史
1935年2月2日，海军造舰局正式将第二批次八艘II-B型潜艇（U-17至U-24号）的建造合同发包予基尔的日耳曼尼亚船厂。但由于违反了禁止德国拥有潜艇的《凡尔赛条约》条款，U-17号直至1935年7月1日、即解除德国海军军备限制的《英德海军协定》生效后才开始铺设龙骨，同年11月14日下水，至12月3日在首度担任艇长的海军中尉维尔纳·弗雷斯多夫的指挥下交付使用。完成海试后，该艇被编入驻基尔的韦迪根潜艇区舰队担任应急艇服役至1939年10月31日。波兰战役爆发后，U-17号于1939年11月1日至1940年7月30日期间转配至潜艇训练区舰队，并在1940年的前四个月担任前线艇。自1940年5月1日起，它加入驻戈滕哈芬的反潜学校，此后仅作教学艇使用。该艇所属的最后一个部队是第2潜艇教学支舰队下辖的第22潜艇区舰队，从1943年3月1日效力至退役。第二次世界大战期间，U-17号完成四次巡逻，共计击沉3艘同盟国或中立国商船，累积总吨位为1,825吨。

### 作战巡逻
1939年8月31日，U-17号于上午11:50从威廉港启程执行首次作战巡逻，奉命前往英格兰东岸的南福尔兰角附近布雷。在为期九天的布雷行动中，该艇在编号为AN-7986的海军网格内共敷设了九枚水雷，后于9月8日凌晨4:30分返回基地。 9月13日，搭载有水泥和砖块的英国货船哈沃登城堡号（Hawarden Castle，210总吨）从尼乌波特离港后失踪，根据在南福尔兰角以东水域发现的一艘散落着黄色砖块的小型不明身份残骸推断，该船很可能是撞上了此前由U-17号布设的水雷。
海军上尉乌多·贝伦斯指挥了U-17号的最后三次巡逻。第二次作战于1940年1月29日从基尔出发，前往北海的设得兰群岛和奥克尼群岛周边巡逻。但至2月4日，由于潜艇右舷柴油发动机出现故障，迫使其中止巡逻，并于2月10日夜晚抵达威廉港。在这次为期十三天、水面行程1,200海里（2,200）、水下行程166海里（307）的行动中，没有舰船被击沉或击伤。
一个月后，U-17号于2月29日上9:00离开威廉港，前往北海南部的克罗斯沙洲执行第三次巡逻。在完成了三次攻击并将所有鱼雷发射完毕后，该艇于3月7日下午回到威廉港。在这次为期八天、水面行程约800海里（1,500）、水下行程133海里（246）的冒险中，U-17号共击沉两艘荷兰商船：3月2日21:59，贝伦斯从1200米的距离向一艘据报重达9,000吨的油轮发射了一枚鱼雷。对方的船艏被击中，并于五分钟内沉没。据推断，这实际应是容积总吨为695吨的荷兰货船莱茵河号（Rijnstroom），它于当天从唐氏锚地出发后失踪，12名船员全数遇难。三天后，即3月5日20:15，U-17号又发现了正向东北偏东方向行驶、所有的导航灯都亮着的荷兰货轮格鲁托号（Grutto，920总吨）。20:40，贝伦斯的第一枚鱼雷射失，但18分钟后发射的第二枚鱼雷正中对方船舯部，将其炸成两半。船艉在一分钟内沉没，船艏也在六分钟后沉没，船上18名船员无一幸存。
1940年4月13日夜里22:00，贝伦斯率U-17号从威廉港启航执行第四次巡逻，参与德国入侵丹麦和挪威的威悉演习行动。它与U-23和U-24号共同组成增援集群，作战区域位于科尔斯峡湾和卡姆湾附近海域。4月20日，该艇将一名生病的船员转移到斯塔万格附近的一艘S艇上；26日又救起一架坠毁的德国飞机的机组人员。至5月2日，U-17号返抵基尔，未能取得任何战功。

### 结局
1945年初，随着德军在东方战线节节败退以及苏联军队的逼近，波罗的海基地被迫解散。U-17号于1月28日离开戈滕哈芬，前往威廉港，并于2月6日在当地退役。根据长期生效的“彩虹命令”，U-17号于同年5月5日在威廉港四号入口的西侧掩体、即所谓的“雷德尔船闸”（Raederschleuse）内自行凿沉——尽管该命令在一天前便由海军元帅卡尔·邓尼茨撤销。艇只残骸战后被打捞上岸并拆解报废。

## 袭击历史摘要
| 日期          | 船名         | 船籍 | 吨位 | 结局         |
| ------------- | ------------ | ---- | ---- | ------------ |
| 1939年9月14日 | 哈沃登城堡号 | 英国 | 210  | 击沉（触雷） |
| 1940年3月2日  | 莱茵河号     | 荷蘭 | 695  | 击沉         |
| 1940年3月5日  | 格鲁托号     | 荷蘭 | 920  | 击沉         |

## 脚注
1. ↑  威廉生，第6頁.
2. ↑  威廉生，第6–7頁.
3. 1 2  Gröner 1991，第39–40頁.
4. 1 2  Helgason, Guðmundur. . German U-boats of WWII - uboat.net.   [2023-10-19].
5. 1 2  Helgason, Guðmundur. . German U-boats of WWII – uboat.net.   [2014-02-04]. （原始内容存档于2021-12-09）.
6. ↑  Helgason, Guðmundur. . German U-boats of WWII - uboat.net.   [2023-10-19]. （原始内容存档于2008-10-07）.
7. ↑  Helgason, Guðmundur. . German U-boats of WWII - uboat.net.   [2023-10-19]. （原始内容存档于2022-12-08）.
8. ↑  Helgason, Guðmundur. . German U-boats of WWII - uboat.net.   [2023-10-19]. （原始内容存档于2008-08-30）.
9. ↑  Helgason, Guðmundur. . German U-boats of WWII - uboat.net.   [2023-10-19]. （原始内容存档于2008-09-06）.
10. ↑  Helgason, Guðmundur. . German U-boats of WWII - uboat.net.   [2023-10-19]. （原始内容存档于2022-09-25）.
11. ↑  Helgason, Guðmundur. . German U-boats of WWII - uboat.net.   [2023-10-19]. （原始内容存档于2023-02-04）.
12. ↑  Helgason, Guðmundur. . German U-boats of WWII - uboat.net.   [2023-10-19]. （原始内容存档于2008-12-01）.
13. ↑  Busch & Röll，第356–372頁.